# Столкновение над островом Тайби
Столкновение бомбардировщика B-47 и истребителя F-86 над островом Тайби 5 февраля 1958 года — авиационное происшествие над побережьем американского штата Джорджия, в результате которого истребитель был потерян, а экипажу бомбардировщика пришлось аварийно сбросить в болото водородную бомбу Mark 15. Бомба до сих пор не найдена. Считается, что она покоится на дне залива Уоссо (англ. Wassaw Sound) к югу от курортного города Тайби-Айленд.

## Столкновение
Столкновение произошло в 2:00 по местному времени. Бомбардировщик B-47 возвращался из учебного полёта на авиабазу Хомстед во Флориде. В бомбовом отсеке находилась одна водородная бомба Mark 15 весом в 3500 кг. На высоте 11 600 метров B-47 столкнулся с летящим по другому заданию истребителем F-86. Лётчик истребителя утверждал, что он не увидел бомбардировщик на радаре. Истребитель потерял крыло, но пилот успешно катапультировался и остался в живых. У бомбардировщика были повреждены топливные баки и один из двигателей. Повреждённый B-47 стал стремительно терять высоту. Чтобы спасти экипаж и самолёт, а также обеспечить безопасное приземление на ближайшем аэродроме, командир B-47 полковник Говард Ричардсон (Howard Richardson) принял решение сбросить бомбу в болото на высоте 2200 метров. Взрыва не последовало. B-47 успешно приземлился на авиабазе Хантер в Саванне. Никто из экипажа не пострадал.

## Последствия
Поиски бомбы продолжались до середины апреля 1958 года. Бомба не найдена до сих пор. По расчётам, она упала в мелководный залив Уоссо и увязла в грунте на глубине 1,5—4,5 м.
У. Дж. Говард, помощник министра обороны США, в отчёте перед Конгрессом в 1966 году написал, что бомба, сброшенная около Тайби, содержала полностью собранную боеголовку с плутонием. Письмо Говарда было рассекречено в 1994 году.
В 2001 году ВВС США опубликовали официальный отчёт об инциденте. В отчёте утверждается, что бомба содержала 180 кг взрывчатки и неуказанное количество урана, однако ядерной капсулы, необходимой для цепной реакции, в бомбе не было (полёт был учебным и бомба была в транспортной конфигурации), и поэтому бомба не представляет серьёзной опасности для местного населения. Отчёт основан на документе, подписанном командиром B-47 перед отлётом, в котором указано, что боевая ядерная капсула была заменена на учебную.